# Gary Weeks
Edson Gary Weeks (Wiesbaden, 4 juni 1972) is een in Duitsland geboren Amerikaans acteur, filmproducent, filmregisseur en scenarioschrijver.

## Biografie
Weeks werd geboren op een basis van de United States Air Force in Wiesbaden bij Amerikaanse ouders, na een paar jaar keerde hij met zijn familie terug naar Amerika en groeide hij op in het zuiden van de staat Georgia. Tijdens zijn high schooltijd was hij actief in American football, basketbal en honkbal. Na zijn afstuderen op de highschool ging hij verder studeren aan de universiteit van Georgia in Athens (Georgia) en aan de Staatsuniversiteit van Georgia in Atlanta. Na zijn afstuderen verhuisde hij naar Los Angeles voor zijn acteercarrière. 
Weeks begon in 1998 met acteren in de film Major League: Back to the Minors, waarna hij nog meerdere rollen speelde in films en televisieseries. 

## Filmografie

### Films
Selectie:
- 2024 Fly Me to the Moon - als Neil Brown
- 2021 Spider-Man: No Way Home - als agent Foster
- 2020 Greenland - als Ed Pruitt
- 2019 Five Feet Apart - als Tom
- 2018 The 15:17 to Paris - als werver
- 2017 Spider-Man: Homecoming - als agent Foster
- 2017 All Eyez on Me - als advocaat
- 2017 The Fate of the Furious - als Super Jet piloot
- 2016 Hidden Figures - als verslaggever op persbijeenkomst
- 2016 Sully - als verslaggever 3
- 2016 The Nice Guys - als agent McMillian
- 2015 Self/less - als chauffeur
- 2015 Jurassic World - als pastoor of drie
- 2014 Project Almanac - als Ben
- 2014 Ride Along - als dr. Cowan
- 2013 Anchorman 2: The Legend Continues - als leider scouting
- 2013 Identity Thief - als beveiliger
- 2013 The Spectacular Now - als Joe
- 2011 Zombie Apocalypse - als Mack
- 2004 Tiger Cruise - als Tom Hillman

### Televisieseries
Uitgezonderd eenmalige gastrollen.
- 2020-2024 Outer Banks - als Luke - 8 afl.
- 2020-2022 Sweet Magnolias - als Ashley Davenport - 5 afl.
- 2018 Cloak & Dagger - als Greg - 3 afl.
- 2017 The Haves and the Have Nots - als agent Harris - 4 afl.
- 2016 Greenleaf - als Adrian Miller - 4 afl.
- 2015 Finding Carter - als agent Lee - 2 afl.
- 2014 Resurrection - als hulpsheriff Andrew Chartman - 3 afl.
- 2008-2012 Burn Notice - als Campbell - 4 afl.
- 2012 Blackout - als rechercheur Campbell - 2 afl.
- 2011 Days of our Lives - als Scott Albright - 3 afl.
- 2010 All My Children - als dr. Clayton - 2 afl.
- 2006-2007 Wicked Wicked Games - als Tom Anderson - 7 afl.
- 2003-2005 Passions - als politieagent - 6 afl.
- 2001 The Invisible Man - als beveiliger - 2 afl.

### Filmproducent
- 2015 I'm in the Bands - documentaire
- 2015 Morning Shift - korte film
- 2014 Love Sick Lonnie - korte film
- 2013 Meth Head - film
- 2013 Detention - korte film
- 2012 ThePerfectSomeone.com - korte film
- 2011 Where am I Texas - korte film
- 2011 Red Shift - televisieserie - 1 afl.
- 2010 Domestic Disturbing - korte film
- 2010 Imagine That... - korte film
- 2009 Funky Pickles - korte film
- 2009 Deadland - film
- 2009 Clones Gone Wild - korte film
- 2006 After Midnight: Life Behind Bars - film
- 2006 29 Reasons to Run - film

### Filmregisseur
- 2015 I'm in the Bands - documentaire
- 2012 ThePerfectSomeone.com - korte film
- 2010 Domestic Disturbing - korte film

### Scenarioschrijver
- 2015 Morning Shift - korte film
- 2012 ThePerfectSomeone.com - korte film
- 2011 Red Shift - televisieserie - 1 afl.
- 2010 Domestic Disturbing - korte film
- 2010 Imagine That... - korte film
- 2009 Deadland - film
- 2009 Clones Gone Wild - korte film
- 2007 A Guy Named Murphy - korte film
- 2006 29 Reasons to Run - film

- Library of Congress Control Number: no2019093064
- Virtual International Authority File: 8440156223635405400007
- WorldCat: E39PBJpJcxrV79yX7PYMP7fKBP